# Nyrðra-Lágnafjall
Nyrðra-Lágnafjall är ett berg i republiken Island. Det ligger i regionen Västfjordarna, 210 km nordväst om huvudstaden Reykjavík.
Trakten runt Nyrðra-Lágnafjall är nära nog obefolkad, med mindre än två invånare per kvadratkilometer. Närmaste större samhälle är Patreksfjörður, omkring 20 kilometer söder om Nyrðra-Lágnafjall. Trakten runt Nyrðra-Lágnafjall består i huvudsak av gräsmarker.